# الطائرة الورقية التي صعدت للقمر
ألفت قصة الطائرة الورقية التي ذهبت إلى القمر في عام 1899 ونشرت لأول مرة من قبل جون لين في ذا بودلي هيد في لندن ونيويورك في عام 1900 في كتاب الحكايات الخرافية، الجانب الآخر من الشمس للكاتب إيفلين شارب (المناصرة بحق الاقتراع) (1869–1955).

## القصة
صنع صبي صغير يدعى جيري أكبر طائرة ورقية في المدينة بنفسه. ورسمت صديقته تشابي - ابنة الحطاب - قمرا وعدة نجوم على الطائرة الورقية. فمضى جيري فخورا بطائرته الورقية، ومن ثم اتجه إلى الحقل نهارا ليجعلها تطير نحو القمر، فحاول جيري أن يجعل الطائرة الورقية تقلع على مرأى من الصبيان والبنات، ولكن للأسف باءت محاولته بالفشل ولم تقلع الطائرة الورقية. فاعترى جيري شعورا بالانهزام والحرج وسط ضحكات أطفال القرية عليه، ومن ثم انطلق قاصدا صديقته تشابي، فذهبا سويا وبحوزتهما الطائرة الورقية باحثين عن شخص خبير يفسر لهما لما لم تقلع طائرة جيري الورقية.
وأثناء تغولهما في الغابة، تضورت تشابي جوعا مما أجبر جيري على البحث عن شي لتقتات عليه صديقته. وفي أثناء بحثه، صادف رجلًا صوفيًا يحمل كيسًا يحتوي على كل شيء في العالم، فطلب جيري منه قوتا لتسد تشابي جوعها به. فأعطاه الرجل الصوفي كعكة بمذاق يضاهي ألذ ما يستطعمه المرء، وبجرم يتجدد مع كل قضمة تقضم منه. بيد أنه حين عودته إلى تشابي بعد العثورعلى طعام لها، اكتشف الطفلان أن الطائرة الورقية قد اختفت. وحل الظلام وقتها وعسعس الليل. وهو ذات الوقت الذي التقى فيه جيري وتشابي بمخلوق صوفي آخر يدعى ويمب. إذ ظهر لهم هذا المخلوق المدعو ويمب من العدم وأخذ يشرح لهما أن الطائرة الورقية فشلت في الإقلاع إلى القمر آنفا لأنه كان الوقت نهارًا ولم يكن هناك قمر. فسأل جيري ويمب ما إذا كان بإمكانه اصطحابهم إلى القمر ليرى طائرته الورقية فلبى ويمب طلبه.
فركب الطفلان مع ويمب على متن مذنب وصعدوا به إلى القمر، حيث وجدوا هناك الطائرة الورقية والتقوا بسيدة القمر الرقيقة والمتألقة. وسرعان ما يختفي ويمب لذعره الشديد منها. وأبدت سيدة القمر الصارمة امتعاضها بدخول الأطفال لأراضيها، فأمرتهم بالمغادرة. وقبل أن يأفل القمر ويبتلعهم، ركب الطفلان الطائرة الورقية عائدين بها إلى المنزل على مرأى جميع أطفال القرية مبرهنين لهم أن الطائرة الورقية يمكن أن تطير حقًا. غير أن الطائرة الورقية عاودت الصعود إلى السماء لتبقى مذنبًا لأبد الزمان.

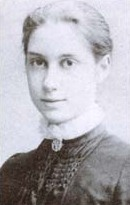
إيفلين شارب مؤلف كتاب الجانب الآخر من الشمس (1869–1955)

## نبذة عن الكاتب
ولدت إيفلين شارب في الرابع من أغسطس لعام 1869، وترتيبها هو التاسع بين إخوتها البالغ عددهم أحد عشر. وفي مسيرة حياتها عملت كصحفية ومعلمة بدوام جزئي. وحين شارفت حياتها على الانتهاء في عام 1955، كانت شارب قد نشرت أكثر من 30 كتابًا، بما في ذلك؛ all the way to Fairyland (1898)، و The Making of a Pring (1897)، The other side of the sun (1900).

## الشخصيات
توجد أربع شخصيات في قصة «الطائرة الورقية التي ذهبت إلى القمر»: جيري، تشابي، ويمب، وسيدة القمر. وجيري هو الفتى الصغير الذي صنع أكبر طائرة ورقية في القرية. بينما تشابي هي ابنة الحطاب وصديقة جيري. وهي التي رسمت القمر والنجوم على طائرة جيري الورقية. ويمب هو مخلوق أسطوري التقى به جيري وتشابي أثناء رحلتهم. الومب هو المخلوق الذي أخبر جيري لماذا فشلت طائرته الورقية آنفا في الطيران إلى القمر وأخذ جيري وتشابي إلى القمر. سيدة القمر هي الشخصية الأخيرة التي التقى بها جيري وتشابي خلال رحلتهم؛ إنها شخصية صارمة ولكنها عادلة والتي غضبت من جيري وتشابي لدخولهما أراضيها.